# (6900) 1988 XD1
1988 أكس دي 1 (ويعرف أيضًا باسم (6900) 1988 أكس دي 1 وفق تسمية الكوكب الصغير) (بالإنجليزية: 1988 XD1)‏ هو كويكب ضمن حزام الكويكبات؛ وترتيبه 6900 من حيث الاكتشاف.
اكتُشف هذا الجُرم الفلكي بواسطة Masaru Arai ‏ في 2 ديسمبر 1988.

## وصلات خارجية
- (6900) 1988 XD1 في قاعدة بيانات مختبر الدفع النفاث لأجرام النظام الشمسي الصغيرة

- الاكتشاف · مخطط المدار ·  العناصر المدارية · المعلمات المادية

- (6900) 1988 XD1 على موقع ويكي سكاي: DSS2, SDSS, GALEX, IRAS, Hydrogen α, X-Ray, Astrophoto, Sky Map, Articles and images